# UGC 79
UGC 79 es una galaxia espiral localizada en la constelación de Pegaso.